# Route 125 (Québec)
Pour les articles homonymes, voir R125 et Route 125.
La route 125 (R-125) est une route provinciale québécoise d'orientation nord / sud située sur la rive nord du fleuve Saint-Laurent. Elle dessert les régions administratives de Montréal, de Laval et de Lanaudière.

## Tracé
La route 125, route parallèle à l'A-25, débute à l'angle de la rue Sherbrooke est (route 138) à Montréal, sous le nom de « Boulevard Pie-IX ». Elle conserve ce nom jusqu'à sa rencontre avec l'A-440 après sa traversée de la rivière des Prairies sur le pont Pie-IX. Entre le pont Pie-IX et l'A-440, elle a une configuration d'autoroute et a deux voies dans chaque direction séparées par un terre-plein, traversant les rues qu'elle croise à l'aide d'un viaduc et rattachée à ces voies par des bretelles d'accès.
Elle traverse ensuite l'Île Jésus (Laval) et la rivière des Mille Îles sur le pont Sophie-Masson pour arriver à Terrebonne. Suivant son multiplex avec l'A-440, elle ressemble davantage à une route secondaire, étant assez étroite jusqu'à la route 344, avec laquelle elle forme un court multiplex avant d'aller rejoindre la montée Masson à Terrebonne. De là, elle se dirige vers la ville de Mascouche, dont elle est la voie principale. Une fois la ville de Mascouche dépassée, elle ressemble à nouveau à une route secondaire étroite et n'a même pas de ligne jaune double
Lorsqu'elle arrive à Saint-Roch-de-l'Achigan, elle est un rang de campagne peu utilisé. À la jonction de la route 339, elle l'emprunte pour aller former un court multiplex avec l'A-25 à l'extrémité nord de celle-ci. À partir de Saint-Esprit, la route 125 devient la principale voie de circulation vers le nord-ouest de la région de Lanaudière, l'A-25 se terminant à Saint-Esprit. Elle se dirige vers Sainte-Julienne, où elle forme un court multiplex avec la route 337 jusqu'aux environs de Rawdon.
Après Chertsey, pour environ 10 kilomètres dans le secteur d'Entrelacs, elle est une route à quatre voies à chaussée divisée. Elle atteint ensuite Saint-Donat avant de se terminer à l'entrée du Parc national du Mont-Tremblant.

## Modification du tracé
Depuis le 21 mai 2011, à la suite de la construction du pont Olivier-Charbonneau entre Montréal et Laval, la route 125 remplace l'A-25 à Laval dans l'axe du Boulevard Pie-IX et forme un court multiplex avec l'A-440 à l'extrémité est de celle-ci.

## Mobilité et Projets d'Infrastructures sur la Route 125[1],[2]
Depuis plusieurs années, la Route 125, située dans la région de Lanaudière, a connu une importante augmentation du débit de circulation, particulièrement lors des périodes estivales et des fins de semaine. Cela a entraîné des problèmes de congestion et de sécurité, notamment dans les secteurs urbains comme Sainte-Julienne.

### Mobilité 125
En réponse à ces enjeux, un regroupement nommé Mobilité 125 a été créé en mars 2020. Ce forum de discussion et d'information, regroupant des élus, des citoyens et des organisations locales, vise à améliorer la fluidité et la sécurité sur la route 125 entre Saint-Esprit et Saint-Donat. Mobilité 125 se concentre sur plusieurs objectifs clés :
- Améliorer la sécurité et la qualité de vie des citoyens;
- Fluidifier la circulation sur la route 125, particulièrement dans les zones urbaines comme Sainte-Julienne;
- Favoriser une meilleure accessibilité à la partie nord de la région de Lanaudière.

Le regroupement cherche également à atténuer les nuisances liées à la circulation, comme le bruit, les vibrations et la poussière dans les secteurs résidentiels.

### Amélioration de la route 125
Le ministère des Transports et de la Mobilité durable a entrepris un projet d'envergure visant à améliorer la route 125, particulièrement dans le secteur de Sainte-Julienne. Ce projet, inscrit au Plan québécois des infrastructures, comprend plusieurs phases destinées à fluidifier la circulation et à améliorer la sécurité sur un tronçon d'environ 9 kilomètres.
Les travaux sont divisés en trois phases : 
- Phase 1: Réaménagement de la route 125 dans le secteur urbain de Sainte-Julienne, achevée à l'été 2023;
- Phase 2: Construction d'une route nationale à quatre voies pour contourner Sainte-Julienne (actuellement en planification);
- Phase 3: Prolongement de l’autoroute 25 avec la construction d’une route nationale à quatre voies (actuellement en planification).

Le projet a été devancé en 2022, permettant ainsi de réaliser certaines phases plus tôt que prévu, initialement planifiées pour 2024. L'objectif principal est de résoudre les problèmes de congestion et de sécurité tout en respectant les normes environnementales en vigueur, notamment en ce qui concerne les espèces menacées et vulnérables dans la région.

### Enjeux de sécurité
La Route 125 connaît une hausse importante d'accidents, en particulier sur le tronçon entre Saint-Esprit et Sainte-Julienne. En moyenne, on enregistre:
- 160 accidents annuels, dont plusieurs avec des blessures graves;
- 20 000 véhicules, en transit quotidien durant la période estivale;
- Une population de 80 000 personnes touchée durant la période estivale.

Le tronçon problématique est également une source de difficultés pour les véhicules d’urgence, le transport scolaire et le transport collectif, qui subissent des retards conséquents en raison de la configuration à une voie dans chaque direction.

### Enjeux environnementaux
Le prolongement de l'autoroute traverse un écosystème forestier abritant des espèces protégées. Le gouvernement doit se conformer à la Loi sur les espèces menacées et vulnérables et, à cet effet, une nouvelle étude d’opportunité est en cours pour réviser le tracé proposé et ajuster l'échéancier des phases 2 et 3.

## Localités traversées (du sud au nord)
Liste des municipalités dont le territoire est traversé par la route 125, regroupées par municipalité régionale de comté (MRC).

### Montréal
Hors MRC
- Montréal
  - Arrondissement Rosemont—La Petite-Patrie
  - Arrondissement Villeray—Saint-Michel—Parc-Extension
  - Arrondissement Montréal-Nord

### Laval
Laval
- Laval

### Lanaudière
Les Moulins
- Terrebonne
- Mascouche

Montcalm
- Saint-Roch-de-l'Achigan
- Saint-Roch-Ouest
- Saint-Esprit
- Sainte-Julienne

Matawinie
- Rawdon
- Chertsey
- Entrelacs
- Notre-Dame-de-la-Merci
- Saint-Donat

## Intersections majeures
| MRC                                       | Municipalité           | km          | Sortie             | Destinations                                                                | Notes |
| ----------------------------------------- | ---------------------- | ----------- | ------------------ | --------------------------------------------------------------------------- | --- |
| Montréal                                  | Montréal               | 0,00        |                    | R-138 (Rue Sherbrooke) / Boulevard Pie-IX                                   | La route continue vers le sud comme Boulevard Pie-IX |
| Montréal                                  | Montréal               | 3,90        |                    | A-40 – Québec, Ottawa, Gatineau                                             | Sortie 76 de l'A-40 |
| Rivière des Prairies                      | Rivière des Prairies   | 8,70–9,10   | Pont Pie-IX        | Pont Pie-IX                                                                 | Pont Pie-IX |
| Laval                                     | Laval                  | 9,50        | —                  | Boulevard de la Concorde / Boulevard Lévesque                               | Échangeur |
| Laval                                     | Laval                  | 10,40       | —                  | Boulevard Saint-Martin                                                      | Échangeur |
| Laval                                     | Laval                  | 11,10       | —                  | Boulevard Lite                                                              | Échangeur; sortie direction sud, entrée direction nord |
| Laval                                     | Laval                  | 11,50       | 30                 | A-440 ouest                                                                 | Terminus sud du multiplex avec l'A-440; sortie 30 de l'A-440                                                                                                 |
| Laval                                     | Laval                  | 12,50       | 31                 | Montée Saint-François                                                       | |
| Laval                                     | Laval                  | 14,90–16,00 | 34 35              | A-25 – Terrebonne, Montréal                                                 | Pas d'accès depuis l'A-25 nord vers la R-125 nord; sortie 17 de l'A-25; terminus nord du multiplex avec l'A-440                                              |
| Rivière des Mille Îles                    | Rivière des Mille Îles | 20,40–20,90 | Pont Sophie-Masson | Pont Sophie-Masson                                                          | Pont Sophie-Masson |
| Les Moulins                               | Terrebonne             | 21,20       |                    | R-344 est (Rue Saint-Louis)                                                 | Terminus sud du multiplex avec la R-344 |
| Les Moulins                               | Terrebonne             | 21,40       |                    | R-344 ouest (Rue Saint-Louis)                                               | Terminus nord du multiplex avec la R-344 |
| Les Moulins                               | Terrebonne             | 23,70       |                    | A-25 vers A-640 – Montréal, Rawdon                                          | Sortie 24 de l'A-25 |
| Montcalm                                  | Saint-Roch-Ouest       | 43,10       | 44                 | R-339 – Saint-Roch-de-l'Achigan, Saint-Lin–Laurentides                      | Terminus sud du multiplex avec l'A-25; R-125 devient non-indiquée                                                                                            |
| Montcalm                                  | Saint-Roch-Ouest       | 43,10       | 44                 | A-25 sud – Montréal                                                         | Terminus sud du multiplex avec l'A-25; R-125 devient non-indiquée                                                                                            |
| Montcalm                                  | Saint-Esprit           | 46,30       | 46                 | R-158 ouest – Saint-Lin–Laurentides, Saint-Jérôme                           | Terminus sud du multiplex avec la R-158; la R-125 redevient identifiée; l'A-25 est non-identifiée                                                            |
| Montcalm                                  | Saint-Esprit           | 49,90       |                    | R-158 est – Joliette, Saint-Jacques                                         | Terminus nord du multiplex avec l'A-25 / R‑158 |
| Montcalm                                  | Sainte-Julienne        | 58,30       |                    | R-337 sud / R-346 est – Saint-Lin–Laurentides, Saint-Calixte, Saint-Liguori | Terminus sud du multiplex avec la R-337; Saint-Lin–Laurentides indiqué en direction sud, Saint-Calixte indiqué en direction nord; terminus ouest de la R-346 |
| Montcalm                                  | Sainte-Julienne        | 63,10       |                    | R-337 nord – Rawdon                                                         | Terminus nord du multiplex avec la R-337; pas d'indications en direction sud                                                                                 |
| Matawinie                                 | Rawdon                 | 67,30       |                    | R-348 est – Rawdon                                                          | Terminus ouest de la R-348 |
| Matawinie                                 | Rawdon                 | 74,10       |                    | R-341 sud – Rawdon                                                          | Terminus nord de la R-341; pas d'indications en direction nord                                                                                               |
| Matawinie                                 | Limite Rawdon–Chertsey | 77,40       |                    | R-335 sud – Saint-Calixte                                                   | Terminus nord de la R-335 |
| Matawinie                                 | Notre-Dame-de-la-Merci | 105,20      |                    | R-347 sud – Saint-Côme                                                      | Terminus nord de la R-347 |
| Matawinie                                 | Saint-Donat            | 120,10      |                    | R-329 sud – Lantier, Sainte-Agathe-des-Monts                                | Lantier indiqué en direction nord seulement; terminus nord de la R-329                                                                                       |
| Matawinie                                 | Saint-Donat            | 132,60      |                    | Parc national du Mont-Tremblant                                             | La route continue dans le parc |
| - Terminus de multiplex - Accès incomplet |                        |             |                    |                                                                             | |